# Кубок России по волейболу среди женщин 2025
33-й розыгрыш Кубка России по волейболу среди женских команд памяти Гиви Ахвледиани проходил с 16 марта по 4 мая 2025 года с участием 14 команд суперлиги. Победителем турнира впервые стала команда «Локомотив» (Калининград).
Данный турнир проходил в иное время, чем предыдущие, и являлся переходным при переводе розыгрышей Кубка России на систему «осень—весна». 

## Формула розыгрыша
В розыгрыше Кубка России 2025 принимали участие только команды суперлиги, выступавшие в ней в сезоне 2024/25, и состоял он из трёх этапов — предварительного, плей-офф (два этапа) и финального.
На предварительном этапе 6 команд суперлиги, занявшие на предварительном этапе чемпионата 2024/25 9-14 места, провели однокруговой турнир. По его итогам 4 лучшие команды вышли в плей-офф. Первичным критерием при распределении мест являлось общее количество побед, далее — количество очков, соотношение партий, мячей, результаты личных встреч. За победы со счётом 3:0 и 3:1 команды получали по 3 очка, за победы 3:2 — по 2, за поражения 2:3 — по одному, за поражения 0:3 и 1:3 очки не начислялись.
На 1-м этапе плей-офф играли 4 команды, квалифицировавшиеся по итогам предварительной стадии, и 4 команды, не прошедшие в полуфинал чемпионата России. Команды были разделены на пары и провели между собой по два матча с разъездами. Победителем пары выходила команда, одержавшая две победы. В случае равенства побед победителем становилась команда, набравшая в рамках двухматчевой серии большее количество очков, система начисления которых аналогична применяемой на предварительном этапе. Если обе команды при этом набрали одинаковое количество очков, то назначается дополнительный («золотой») сет, победивший в котором выходит в следующую стадию плей-офф. Победители пар 1-го этапа плей-офф вышли во 2-й этап.
В финальный этап (Финал шести) квалифицировались 2 команды по итогам плей-офф и 4 команды, участвовавшие в полуфинале чемпионата России. 6 команд были разделены на две подгруппы в которых играли в один круг. Система распределения мест в подгруппах аналогична применяемой на предварительном этапе розыгрыша. По две лучшие команды вышли в полуфинал. Победители полуфинальных матчей в финале определили победителя розыгрыша, проигравшие — в матче за 3-е место разыграли бронзовые награды. 

## Предварительный этап
|  | Прошедшие в плей-офф |

Красноярск
| М | Команда                    | 1   | 2   | 3   | 4   | 5   | 6   | И | В | П | С/П  | О  |
| - | -------------------------- | --- | --- | --- | --- | --- | --- | - | - | - | ---- | -- |
| 1 | «Минчанка» (Минск)         |     | 3:0 | 0:3 | 3:0 | 3:1 | 3:0 | 5 | 4 | 1 | 12:4 | 12 |
| 2 | «Енисей» (Красноярск)      | 0:3 |     | 3:1 | 3:1 | 3:1 | 3:1 | 5 | 4 | 1 | 12:7 | 12 |
| 3 | «Омичка» (Омск)            | 3:0 | 1:3 |     | 1:3 | 3:1 | 3:0 | 5 | 3 | 2 | 11:7 | 9  |
| 4 | «Тулица» (Тула)            | 0:3 | 1:3 | 3:1 |     | 3:0 | 3:0 | 5 | 2 | 3 | 10:7 | 6  |
| 5 | «Спарта» (Нижний Новгород) | 1:3 | 1:3 | 1:3 | 0:3 |     | 3:0 | 5 | 1 | 4 | 6:12 | 3  |
| 6 | «Протон» (Саратов)         | 0:3 | 1:3 | 0:3 | 0:3 | 0:3 |     | 5 | 0 | 5 | 1:15 | 0  |

|        |                   |     |         |        |        |        |  |
|        |                   |     |         |        |        |        |  |
| 16.03. | Омичка — Протон   | 3:0 | (25:15, | 25:15, | 25:17) |        |  |
| 16.03. | Тулица — Спарта   | 3:0 | (25:20, | 27:25, | 25:20) |        |  |
| 16.03. | Минчанка — Енисей | 3:0 | (26:24, | 25:22, | 25:20) |        |  |
| 17.03. | Тулица — Протон   | 3:0 | (25:17, | 25:20, | 25:17) |        |  |
| 17.03. | Омичка — Минчанка | 3:0 | (25:15, | 25:18, | 27:25) |        |  |
| 17.03. | Енисей — Спарта   | 3:1 | (25:22, | 25:27, | 27:25, | 25:14) |  |
| 18.03. | Минчанка — Тулица | 3:0 | (25:20, | 25:21, | 25:22) |        |  |
| 18.03. | Спарта — Протон   | 3:0 | (25:15, | 25:15, | 25:19) |        |  |
| 18.03. | Енисей — Омичка   | 3:1 | (20:25, | 25:23, | 25:21, | 25:16) |  |
| 20.03. | Омичка — Спарта   | 3:1 | (17:25, | 25:18, | 25:18, | 25:21) |  |
| 20.03. | Минчанка — Протон | 3:0 | (25:16, | 25:15, | 25:18) |        |  |
| 20.03. | Енисей — Тулица   | 3:1 | (18:25, | 25:19, | 25:20, | 25:11) |  |
| 21.03. | Минчанка — Спарта | 3:1 | (26:24, | 18:25, | 25:11, | 25:15) |  |
| 21.03. | Тулица — Омичка   | 3:1 | (23:25, | 25:20, | 25:18, | 25:17) |  |
| 21.03. | Енисей — Протон   | 3:1 | (25:15, | 18:25, | 25:15, | 25:19) |  |

## Плей-офф

### 1-й этап
«Минчанка» (Минск) — «Динамо» (Краснодар)
2 апреля. 0:3 (17:25, 15:25, 17:25).
7 апреля. 0:3 (21:25, 23:25, 16:25).
«Тулица» (Тула) — «Динамо» (Москва)
2 апреля. 3:1 (25:17, 25:19, 27:29, 25:23).
5 апреля. 0:3 (15:25, 20:25, 22:25). «Золотой» сет — 13:15.
«Омичка» (Омск) — «Динамо-Метар» (Челябинск)
2 апреля. 3:1 (25:23, 26:24, 20:25, 25:23).
5 апреля. 2:3 (25:23, 21:25, 19:25, 25:22, 17:19).
«Енисей» (Красноярск) — «Уралочка-НТМК» (Свердловская область)
2 апреля. 1:3 (19:25, 19:25, 25:20, 19:25).
5 апреля. 0:3 (22:25, 23:25, 24:26).

### 2-й этап
«Динамо» (Краснодар) — «Динамо» (Москва)
10 апреля. 3:1 (22:25, 32:30, 25:20, 25:16).
13 апреля. 1:3 (21:25, 27:25, 19:25, 21:25). «Золотой» сет — 15:11.
«Уралочка-НТМК» (Свердловская область) — «Омичка» (Омск)  
16 апреля. 3:1 (17:25, 25:17, 25:18, 25:18).
18 апреля. 3:0 (25:22, 25:14, 25:23). Оба матча прошли в Екатеринбурге.

## Финал шести
29 апреля — 4 мая 2025. Санкт-Петербург.
Участники: 
«Динамо-Ак Барс» (Казань)

«Локомотив» (Калининград)

«Ленинградка» (Санкт-Петербург)

«Заречье-Одинцово» (Московская область)

«Динамо» (Краснодар)

«Уралочка-НТМК» (Свердловская область)

### Групповой раунд

#### Подгруппа 1
| М | Команда                         | 1   | 2   | 3   | И | В | П | С/П | О |
| - | ------------------------------- | --- | --- | --- | - | - | - | --- | - |
| 1 | «Локомотив» (Калининград)       |     | 3:0 | 3:1 | 2 | 2 | 0 | 6:1 | 6 |
| 2 | «Ленинградка» (Санкт-Петербург) | 0:3 |     | 3:2 | 2 | 1 | 1 | 3:5 | 2 |
| 3 | «Динамо» (Краснодар)            | 1:3 | 2:3 |     | 2 | 0 | 2 | 3:6 | 1 |

|        |                           |     |         |        |        |        |        |
|        |                           |     |         |        |        |        |        |
| 29.04. | Локомотив — Динамо (Кр)   | 3:1 | (25:15, | 13:25, | 25:18, | 25:14) |        |
| 30.04. | Ленинградка — Динамо (Кр) | 3:2 | (25:22, | 15:25, | 25:17, | 15:25, | 15:11) |
| 1.05.  | Локомотив — Ленинградка   | 3:0 | (25:19, | 25:17, | 25:10) |        |        |

#### Подгруппа 2
| М | Команда                                 | 1   | 2   | 3   | И | В | П | С/П | О |
| - | --------------------------------------- | --- | --- | --- | - | - | - | --- | - |
| 1 | «Динамо-Ак Барс» (Казань)               |     | 3:0 | 3:1 | 2 | 2 | 0 | 6:1 | 6 |
| 2 | «Заречье-Одинцово» (Московская область) | 0:3 |     | 3:0 | 2 | 1 | 1 | 3:3 | 3 |
| 3 | «Уралочка-НТМК» (Свердловская область)  | 1:3 | 0:3 |     | 2 | 0 | 2 | 1:6 | 0 |

|        |                                   |     |         |        |        |        |  |
|        |                                   |     |         |        |        |        |  |
| 29.04. | Динамо-Ак Барс — Уралочка-НТМК    | 3:1 | (23:25, | 28:26, | 25:20, | 25:20) |  |
| 30.04. | Заречье-Одинцово — Уралочка-НТМК  | 3:0 | (25:18, | 25:23, | 25:13) |        |  |
| 1.05.  | Динамо-Ак Барс — Заречье-Одинцово | 3:0 | (25:18, | 25:20, | 26:24) |        |  |

### Полуфинал
3 мая
«Локомотив» (Калининград) — «Заречье-Одинцово» (Московская область)
3:0 (25:21, 25:16, 25:19).
«Динамо-Ак Барс» (Казань) — «Ленинградка» (Санкт-Петербург)
3:0 (27:25, 25:16, 25:18).

### Матч за 3-е место
4 мая
«Заречье-Одинцово» (Московская область) — «Ленинградка» (Санкт-Петербург)
3:2 (25:27, 25:17, 25:14, 21:25, 15:9).

### Финал
| 4 мая 2025 | \| «Локомотив» (Калининград) \| 3:2 \| «Динамо-Ак Барс» (Казань) \| \| Ирина Филиштинская (1) Ирина Воронкова (9) Дарья Киселёва (8) Эбрар Каракурт (33) Вера Костючик (14) Екатерина Любушкина (8) Ольга Костюкевич (либеро) Екатерина Пипунырова (1) Марина Аслямова \| Голы \| Таисия Коновалова (3) Гайла Гонсалес (16) Светлана Гатина (15) Екатерина Енина (2) Полина Матвеева (2) Брайелин Мартинес (24) Мария Бибина (либеро) Анастасия Ануфриенко Елизавета Лукьянова (2) Ангелина Сперскайте Полина Юникова Камилла Реброва \| | Санкт-Петербург Спорткомплекс СПбГМТУ |
| Счёт по партиям — 25:12, 23:25, 25:15, 20:25, 15:10. Судьи: Александр Павлов (Санкт-Петербург), Алексей Данилов (Воронеж).                                                                      | | |
| «Локомотив» (Калининград) | 3:2 | «Динамо-Ак Барс» (Казань) |
| Ирина Филиштинская (1) Ирина Воронкова (9) Дарья Киселёва (8) Эбрар Каракурт (33) Вера Костючик (14) Екатерина Любушкина (8) Ольга Костюкевич (либеро) Екатерина Пипунырова (1) Марина Аслямова | Голы | Таисия Коновалова (3) Гайла Гонсалес (16) Светлана Гатина (15) Екатерина Енина (2) Полина Матвеева (2) Брайелин Мартинес (24) Мария Бибина (либеро) Анастасия Ануфриенко Елизавета Лукьянова (2) Ангелина Сперскайте Полина Юникова Камилла Реброва |

## Итоги

### Положение команд
| «Локомотив» (Калининград)                   |
| «Динамо-Ак Барс» (Казань)                   |
| «Заречье-Одинцово» (Московская область)     |
| 4. «Ленинградка» (Санкт-Петербург)          |
| 5—6. «Динамо» (Краснодар)                   |
| 5—6. «Уралочка-НТМК» (Свердловская область) |

### Призёры
«Локомотив» (Калининград): Екатерина Любушкина, Екатерина Пипунырова, Дарья Киселёва, Ольга Костюкевич, Валерия Зайцева, Ирина Воронкова, Алла Галкина, Алондра Тапия Крус, Ирина Филиштинская, Татьяна Дмитриева, Вера Костючик, Екатерина Купреева, Марина Аслямова, Эбрар Каракурт. Главный тренер — Андрей Воронков.
 «Динамо-Ак Барс» (Казань): Полина Юникова, Милина Рахматуллина, Полина Матвеева, Екатерина Енина, Мария Бибина, Елизавета Лукьянова, Анастасия Ануфриенко, Светлана Гатина, Яна Белоглазова, Ангелина Сперскайте, Камилла Реброва, Брайелин Мартинес, Таисия Коновалова, Гайла Гонсалес Лопес. Главный тренер — Зоран Терзич.
 «Заречье-Одинцово» (Московская область): Виктория Ганиева, Виктория Буркова, Анастасия Стальная, Ульяна Ермолаева, Светлана Масалёва, Ксения Дьяченко, Эва Павлович-Мори, Мария Халецкая, Алина Богданова, Анастасия Жаброва, Ольга Бирюкова, Юлия Максимова, Юлия Бровкина. Главный тренер — Константин Ушаков.

### Индивидуальные призы
| - MVP Эбрар Каракурт («Локомотив») - Лучшая связующая Эва Павлович-Мори («Заречье-Одинцово») - Лучшие центральные блокирующие Дарья Киселёва («Локомотив») Екатерина Любушкина («Локомотив») | - Лучшая диагональная нападающая Анастасия Гарелик («Ленинградка») - Лучшие нападающие-доигровщики Ирина Воронкова («Локомотив») Брайелин Мартинес («Динамо-Ак Барс») - Лучшая либеро Ольга Костюкевич («Локомотив») |